# Benson, Arizona
Benson är en stad (city) i Cochise County, i delstaten Arizona, USA. Enligt United States Census Bureau har staden en folkmängd på 5 163 invånare (2011) och en landarea på 107 km².